# Едвін Старр
Е́двін Старр (англ. Edwin Starr, справжнє ім'я — Чарлз Едвін Гатчер, Charles Edwin Hatcher; 21 січня 1942, Нашвілл, штат Теннессі, США — 2 квітня 2003, Бремкот, біля Ноттінгема, Ноттінгемшир, Велика Британія) — американський співак у стилі соул. Здобув популярність завдяки антивоєнній пісні «War», яка була на вершині чартів 1970 року.
Співпрацював із лейблом «Motown».
Із дружиною виховували сина й доньку, потім подружжя розлучилося.